# (26151) Irinokaigan
(26151) Irinokaigan est un astéroïde de la ceinture principale.

## Description
(26151) Irinokaigan est un astéroïde de la ceinture principale. Il fut découvert le 2 octobre 1994 à Geisei par Tsutomu Seki. Il présente une orbite caractérisée par un demi-grand axe de 2,44 UA, une excentricité de 0,27 et une inclinaison de 22,8° par rapport à l'écliptique.

## Compléments